# 伊藤優希
伊藤 優希（いとう ゆき、1996年10月24日 - ）は、日本の女子ラグビーユニオン選手。

## プロフィール
- 福岡県出身。
- 身長 162cm、体重 62kg
- 弟の大祐もラグビー選手[1](現早稲田大学)。
- 15人制女子日本代表に選ばれたことがある[2]。
- U20女子セブンズ日本代表に選ばれたことがある[3]。
- ポジションはナンバーエイト(No8)、フランカー(FL)。
- 女子日本代表キャップ数は12(2022年11月現在)。

## 来歴
中学まで柔道をやっていた。
2015年、筑紫高校卒業後、日本体育大学に入る。
2019年、日本体育大学卒業後、三重パールズに加入。
2022年、ラグビーワールドカップ2021の女子日本代表に選ばれた。